# Íbis-do-japão
O íbis-do-japão, íbis-japonesa ou íbis-de-poupa (Nipponia nippon) é uma espécie ameaçada de ave, pertencente à família dos Tresquiornitídeos, cujas dimensões podem orçar os 55 centímetros de comprimento.